# Ivana Horvat Kapičić
Ivana Horvat Kapičić (Zagreb, 16. travnja 1988.), hrvatska je televizijska, filmska i kazališna glumica.
Horvat živi u Zagrebu. Godine 2013. zaigrala je lik antagonistice serije Zori dubrovačkoj. 
Od 2017. godine u braku je sa srpskim glumcem Stefanom Kapičićem.

## Privatni život
U braku je sa srpskim glumcem Stefanom Kapičićem.

## Filmografija

### Televizijske uloge
| Godina        | Naslov          | Uloga     | Bilješke        |
| ------------- | --------------- | --------- | --------------- |
| 2013. – 2014. | Zora dubrovačka | Jana Leko | glavna uloga    |
| 2012. – 2013. | Ruža vjetrova   | Mirjana   | gostujuća uloga |